# Puente de Abechuco
El puente de Abechuco (Abetxuko, en euskera) cruza el río Zadorra para conectar Abechuco con Vitoria.
El puente de Abetxuko fue una de las iniciativas del ayuntamiento de Vitoria para mejorar la movilidad de los ciudadanos de Abetxuko que durante años han estado conectados con el centro de la ciudad a través de un puente angosto, de 6 m de ancho, que generaba situaciones de riesgo para los peatones. Además, el puente mejorará la capacidad hidráulica que el viejo puente constriñe durante las avenidas del río Zadorra.

## Descripción
El puente, de carácter escultórico, es una viga continua de tres vanos con luces de 26+40+26 m y un ancho de 31,4 m. El tablero tiene una calzada con cuatro carriles para vehículos, dos carriles para ciclistas, una zona central para el paso de dos vías de tranvía y dos aceras peatonales.
La estructura está formada por dos celosías longitudinales. El diseño de las celosías supera las formas tradicionales e introduce formas complejas de aspecto orgánico cuyas dimensiones se ajustan a las necesidades resistentes. Los diseñadores del puente han empleado acero corten como homenaje a los escultores vascos Chillida y Oteiza.
Los espacios de las celosías tradicionales se convierten en alveolos de formas variadas cuyo aspecto y color varían con la luz e invitan a perspectivas muy distintas y que lo convierten en un puente vivo.
El costo del puente fue de aproximadamente 2.7 millones de € (935 €/m2), que es tan solo entre un 10 y un 15% superior al de un puente convencional de las mismas dimensiones.

## Construcción
La construcción del puente se inició en marzo de 2006 y finalizó en diciembre del mismo año.